# Mango (Cosmo)
Mango è un singolo del cantautore italiano Cosmo, pubblicato il 10 giugno 2022 come terzo estratto dall'album in studio La terza estate dell'amore.

## Video musicale
Il videoclip, diretto da Filippo Rossi, è stato pubblicato il 23 giugno 2022 sul canale YouTube del cantante. Il video è un collage di momenti e immagini live registrate all’Arena Joe Strummer di Bologna.